# Saint-Quantin-de-Rançanne
Saint-Quantin-de-Rançanne é uma comuna francesa na região administrativa da Nova Aquitânia, no departamento de Charente-Maritime. Estende-se por uma área de 9,11 km². Em 2010 a comuna tinha 264 habitantes (densidade: 29 hab./km²).